# Sigoulès
Sigoulès is een plaats en voormalige gemeente in het Franse departement Dordogne in de regio Nouvelle-Aquitaine en telt 694 inwoners (1999). De plaats maakt deel uit van het arrondissement Bergerac.

## Geschiedenis
Sigoulès is op 1 januari 2019 gefuseerd met de gemeente Flaugeac tot de gemeente Sigoulès-et-Flaugeac. 

## Geografie
De oppervlakte van Sigoulès bedraagt 10,8 km², de bevolkingsdichtheid is 64,3 inwoners per km².
De onderstaande kaart toont de ligging van Sigoulès met de belangrijkste infrastructuur en aangrenzende gemeenten.

## Demografie
Onderstaande figuur toont het verloop van het inwonertal.